# بیرسک
شهر بیرسک (به روسی: Бирск) در کشور روسیه و در جمهوری باشقیرستان واقع شده‌است.